# Porsche Tennis Grand Prix 1985
Il Porsche Tennis Grand Prix 1985 è stato un torneo femminile di tennis giocato sul cemento indoor. 
È stata l'8ª edizione del Porsche Tennis Grand Prix, che fa del Virginia Slims World Championship Series 1985.
Si è giocato a Filderstadt in Germania, dal 14 al 20 ottobre 1985.

## Campionesse

### Singolare
Pam Shriver ha battuto in finale  Catarina Lindqvist con il punteggio di 6–1, 7–5

### Doppio
Hana Mandlíková /  Pam Shriver hanno battuto in finale  Carina Karlsson /  Tine Scheuer-Larsen con il punteggio di 6–2, 6–1